# Ctenocolletes nigricans
Ctenocolletes nigricans är en biart som beskrevs av Houston 1985. Ctenocolletes nigricans ingår i släktet Ctenocolletes och familjen Stenotritidae. Inga underarter finns listade i Catalogue of Life.

## Bildgalleri

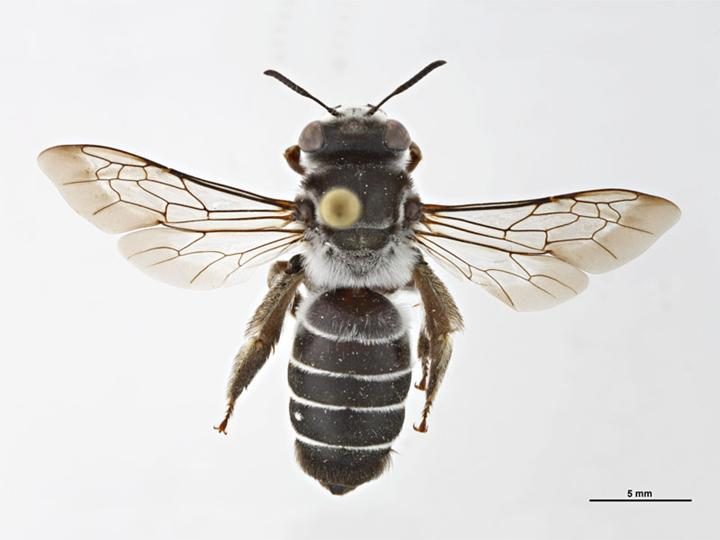
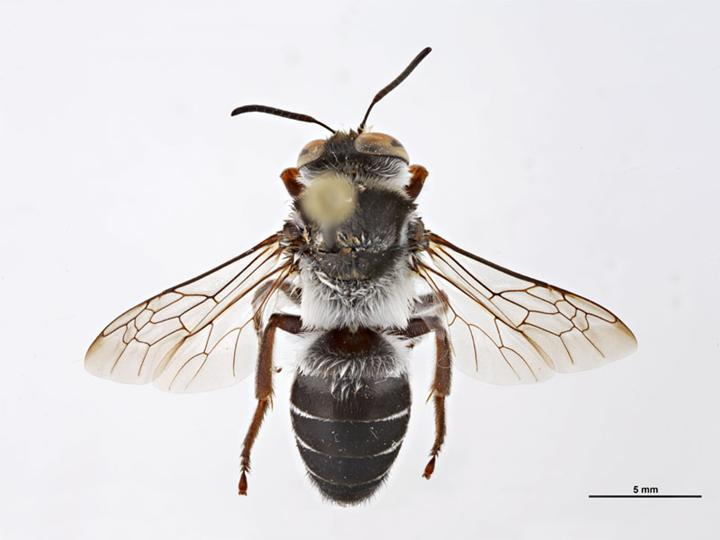